# Adenomus
Adenomus (лат.) — род бесхвостых земноводных из семейства жаб, являющихся эндемиками острова Шри-Ланка. Вид Adenomus kandianus считался вымершим в течение 133 лет, но был вновь открыт в октябре 2009 года в районе Канди.

## Описание
Общая длина представителей этого рода достигает 50 мм. В отличие от других шри-ланкийских жаб, у Adenomus отсутствуют надбровные дуги, а пальцы имеют гладкие края.

## Классификация
На февраль 2023 года в род включают 2 вида:
- Adenomus kandianus (Günther, 1872)
- Adenomus kelaartii (Günther, 1858) — Цейлонская жаба